# Природний збиток
Природний збиток (англ. natural loss of goods, рос. естественная убыль) — товарні втрати, обумовлені природними процесами, що викликають зміну кількості товару. Такий збиток відбувається за рахунок:
- утрушування
- триммінґу (англ. trimming) — утрушування вантажу в трюмі судна (враховується в умовах комерційних перевезень)
- усушки (англ. wantage) — втрати вантажем маси внаслідок повного або часткового випару вологи, що втримується в ньому
- витоку
- розпилу
- усадки (англ. shrikage) — ущільнення насипних і навалювальних вантажів внаслідок перерозподілу часток вантажу в масі насипки та здавлювання нижніх шарів верхніми

## Вплив на культуру
Природний збиток описано в гуморесці Остапа Вишні «Усипка, утечка, усушка й утруска» («рос. Усипка, утечка, усушка и утруска»).